# Bakaj-Ata
Bakaj-Ata (kirg. Бакай-Ата; ros. Бакай-Ата) – wieś w Kirgistanie, w obwodzie tałaskim, siedziba administracyjna rejonu Bakaj-Ata. W 2009 roku liczyła ok. 6,8 tys. mieszkańców.